# Renealmia cuatrecasasii
Renealmia cuatrecasasii är en enhjärtbladig växtart som beskrevs av Paulus Johannes Maria Maas. Renealmia cuatrecasasii ingår i släktet Renealmia och familjen Zingiberaceae. Inga underarter finns listade i Catalogue of Life.